# Большая голубая цапля
Большая голубая цапля (лат. Ardea herodias) — крупная птица семейства цаплевых, распространённая в Новом Свете. Имеет близкое родство с европейской серой цаплей (Ardea cinerea).

## Описание
Большая голубая цапля является самой крупной цаплей Северной Америки, её полная длина составляет 97—137 см, а вес 2,1—2,5 кг. Средний размах крыльев — 213 см. Крылья длинные, закруглённые. Клюв длинный, на конце имеет коническую форму, окрашен в светло-жёлтый цвет. Хвост короткий. Ноги длинные, зелёные. Шея также длинная. Оперение в верхней части тела серое, на шее имеются белые, чёрные и ржаво-коричневые полосы. У самцов на затылке имеется густой хохолок чёрных перьев. Также самцы несколько крупнее самок.

## Распространение
Большая голубая цапля широко распространена в Северной и Центральной Америке, а также в Вест-Индии и Галапагосских островах. В России единичные экземпляры наблюдались на острове Ратманова в Беринговом проливе, хотя достоверных данных на этот счет нет. Живёт в большинстве биомов за исключением пустынных и высокогорных территорий.

## Размножение
Как правило, большие голубые цапли выводят потомство только один раз за сезон. Период размножения обычно длится с марта по май в северном полушарии и с ноября по апрель в южном. Самка откладывает 2—7 бледно-голубых яиц. Птицы более северных популяций, как правило, откладывают больше яиц. Как самец, так и самка участвуют в насиживании яиц, поочерёдно сменяя друг друга. Период инкубации длится 26—30 дней. Оба родителя кормят появившихся птенцов до тех пор, пока те не становятся способны летать, что занимает приблизительно 2 месяца. Половая зрелость молодых птиц наступает через 22 месяца.

## Продолжительность жизни
Самая старая известная большая голубая цапля прожила 23 года, но большинство птиц не доживают до этого возраста. Средний предельный возраст этого вида оценивается в 15 лет. Как и большинство других животных, они наиболее уязвимы в первый год своей жизни — за этот период погибает более половины — около 69 % всех птиц.

## Образ жизни
Эти птицы активны больше всего в утреннее и вечернее время, когда хорошо ловится рыба. Они ведут индивидуальный образ жизни, предпочитая охотиться поодиночке. Однако гнездятся они часто колониями, часто с другими видами цапель, и в дневное время спят группами до 100 птиц. Имеют свой участок и агрессивно охраняют своё гнездо.
Большие голубые цапли — гораздо более водные птицы, чем серая и рыжая цапля, они больше времени проводят на воде, умеют хорошо плавать и редко садятся на деревья. Голос — сильный противный крик, похожий на крик серой цапли — слышен очень редко.
На севере ареала популяции птиц являются перелётными и на зиму мигрируют на юг Северной Америки или северные территории Южной Америки.
Питаются цапли в основном рыбой, но также употребляют в пищу лягушек, саламандр, ящериц, змей, других птиц, креветок, крабов, лангустов, стрекоз, кузнечиков и многих других водных насекомых. Цапли выглядывают свою жертву на мелководье и обычно заглатывают её целиком. Если жертва слишком большая, они сначала душат её.

## Враги
За яйцами большой голубой цапли охотятся воро́ны и чёрные во́роны (Corvus corax). На птенцов и молодых птиц нападают орлы, еноты, медведи, грифы-индейки (Cathartes aura) и краснохвостые сарычи (Buteo jamaicensis).

## Подвиды
Большая голубая цапля образует 5 подвидов:
- A. h. herodias Linnaeus, 1758 — номинативный подвид; юг Канады, северо-центр и восток США на юг до Северной Каролины;
- A. h. fannini Chapman, 1901 — северо-запад Северной Америки;
- A. h. wardi Ridgway, 1882 — запад, юго-центр и юг США до северной Флориды, западная и северо-восточная Мексика;
- A. h. occidentalis Audubon, 1835 — южная Флорида и Карибские острова;
- A. h. cognata Bangs, 1903 — Галапагосские острова.

## Фото

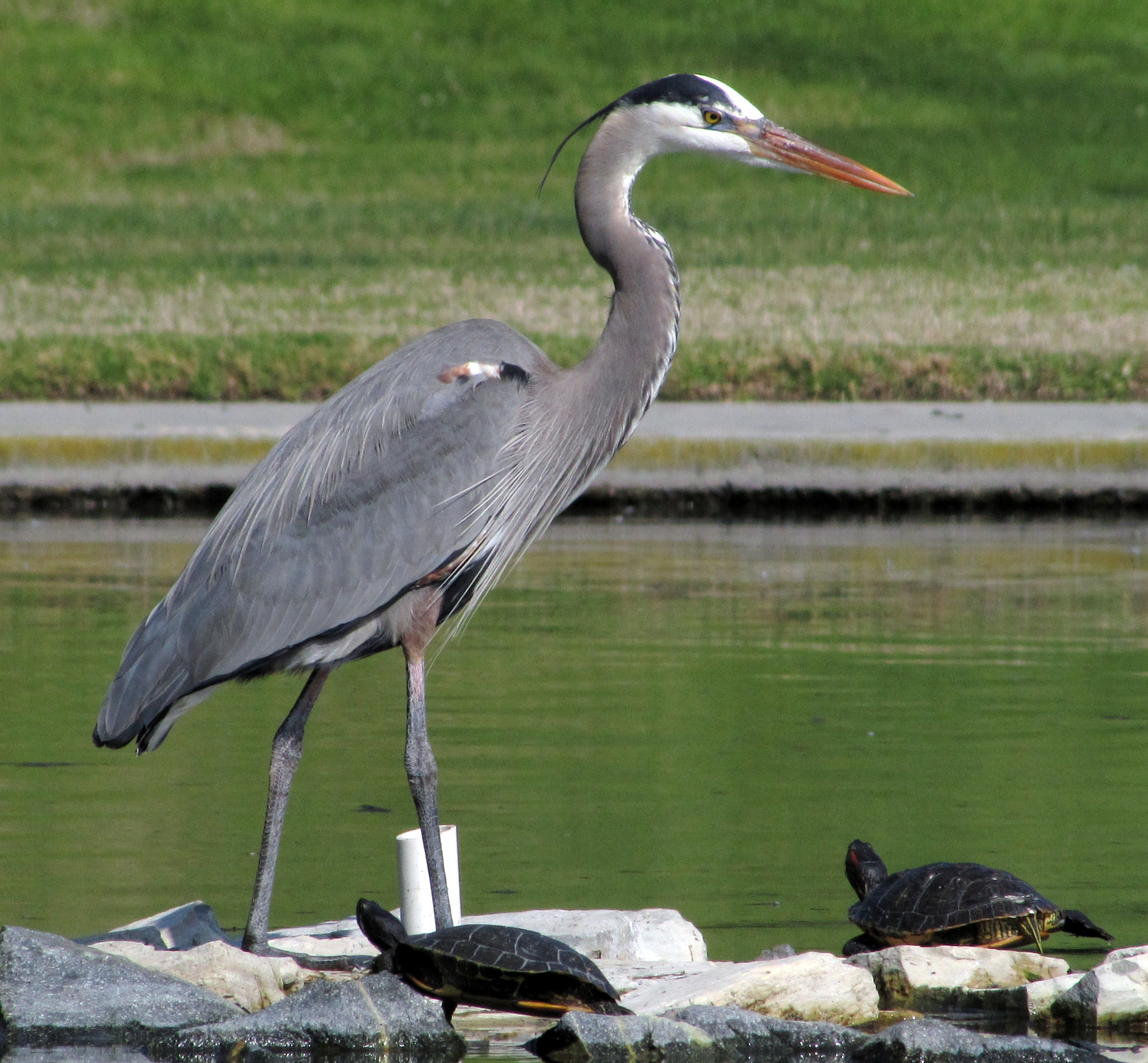
Ardea herodias wardi
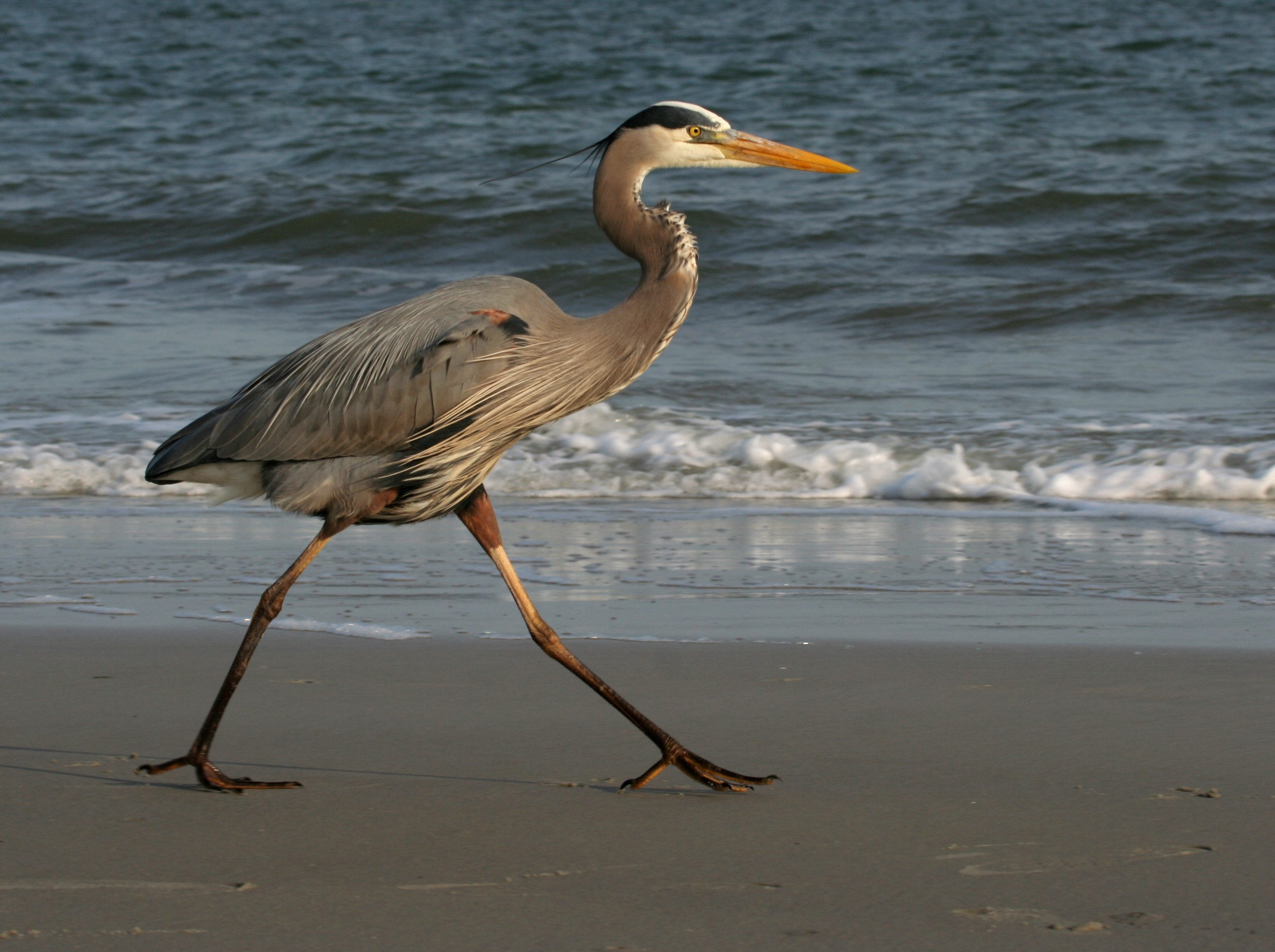
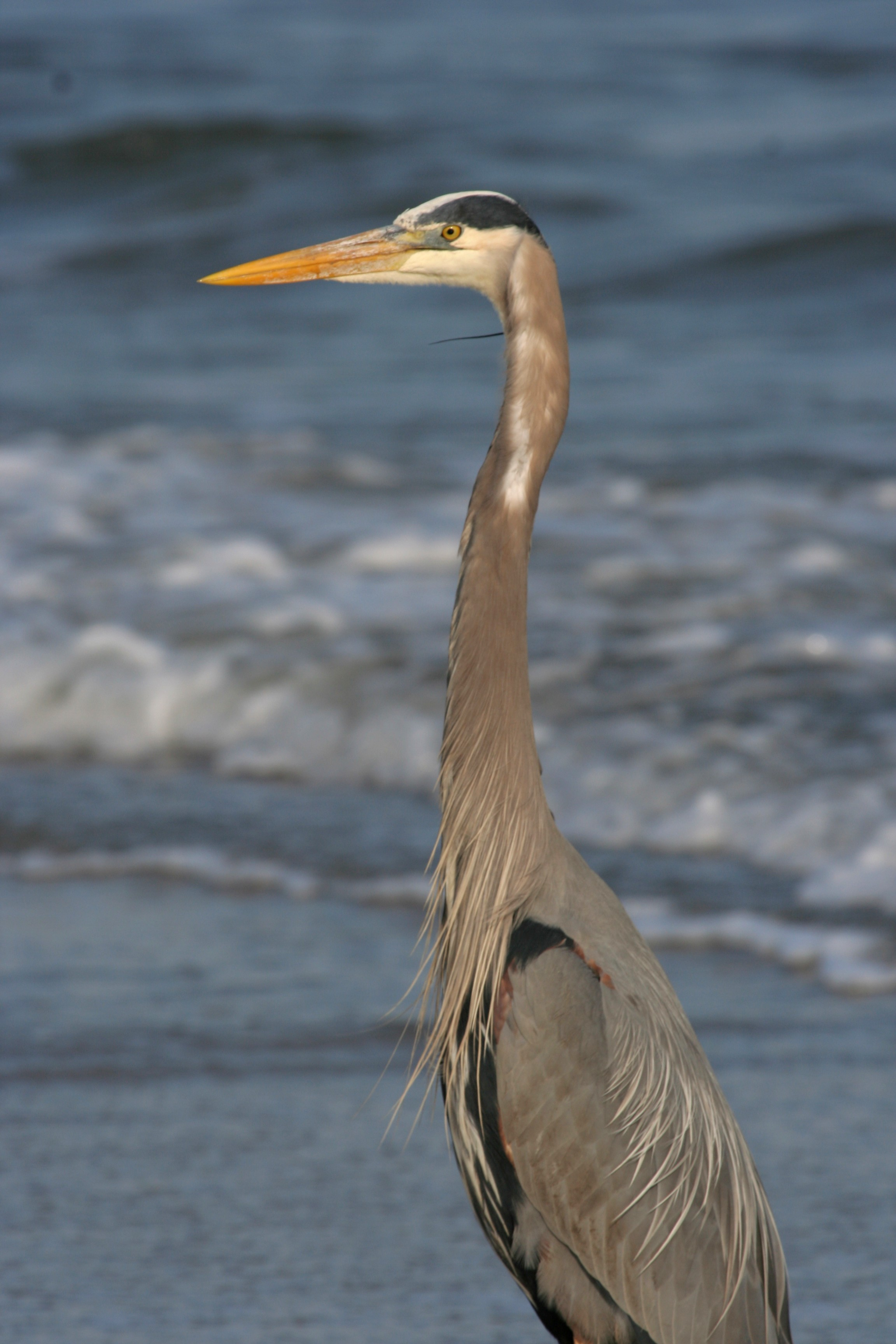
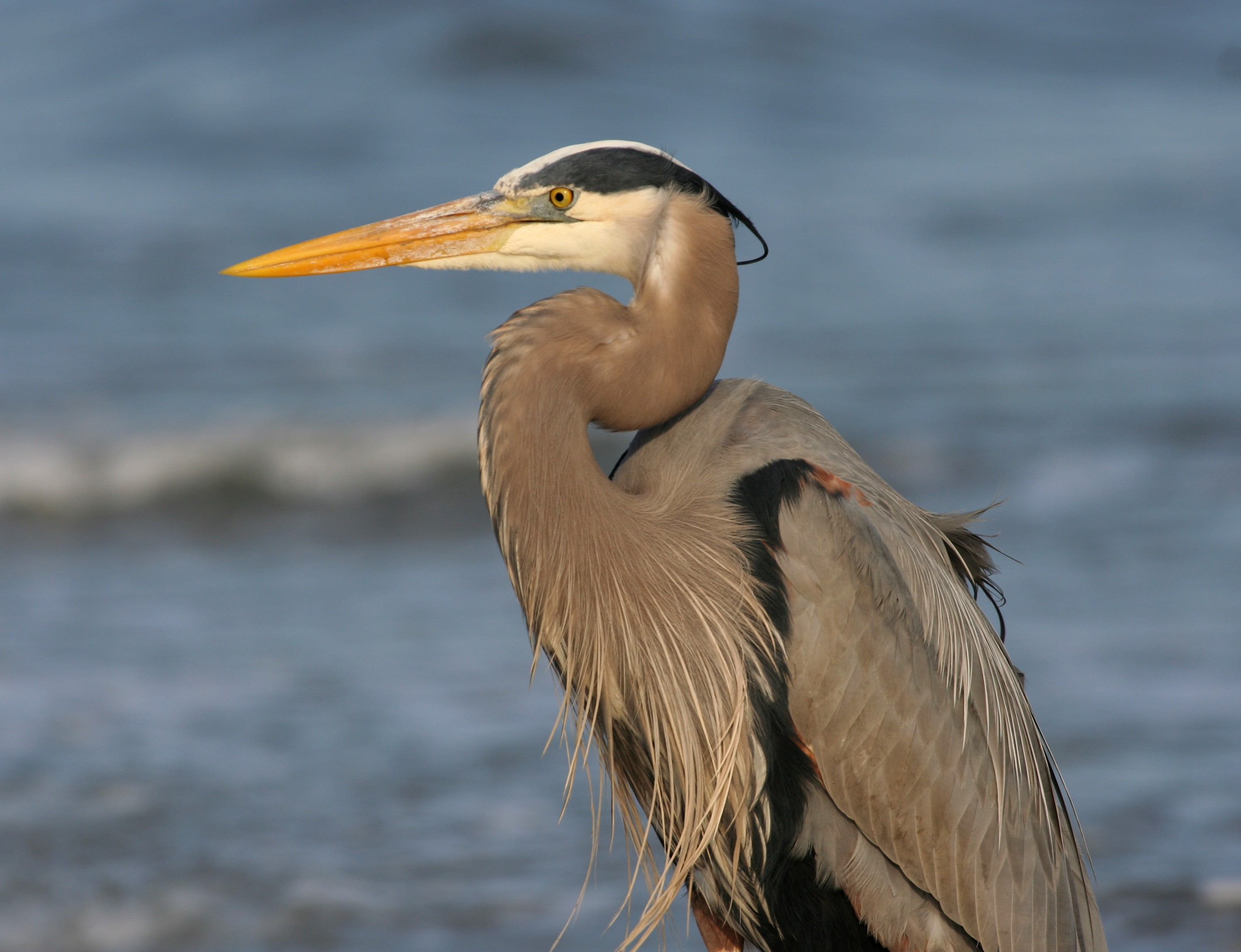
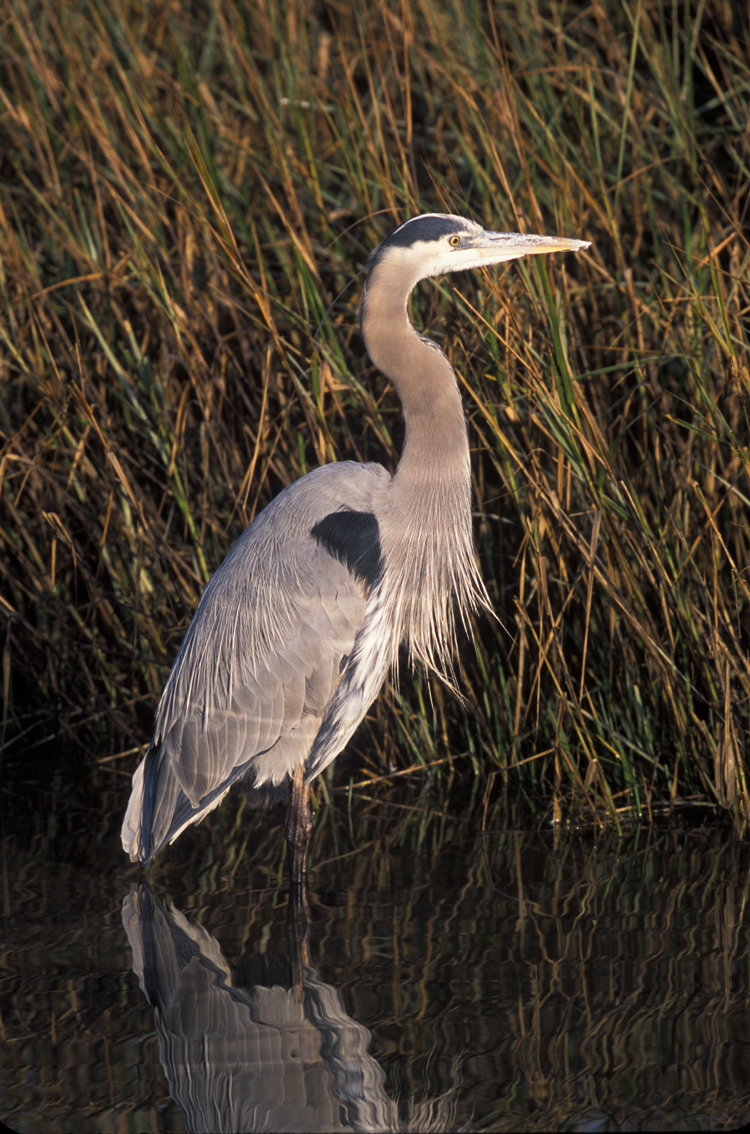
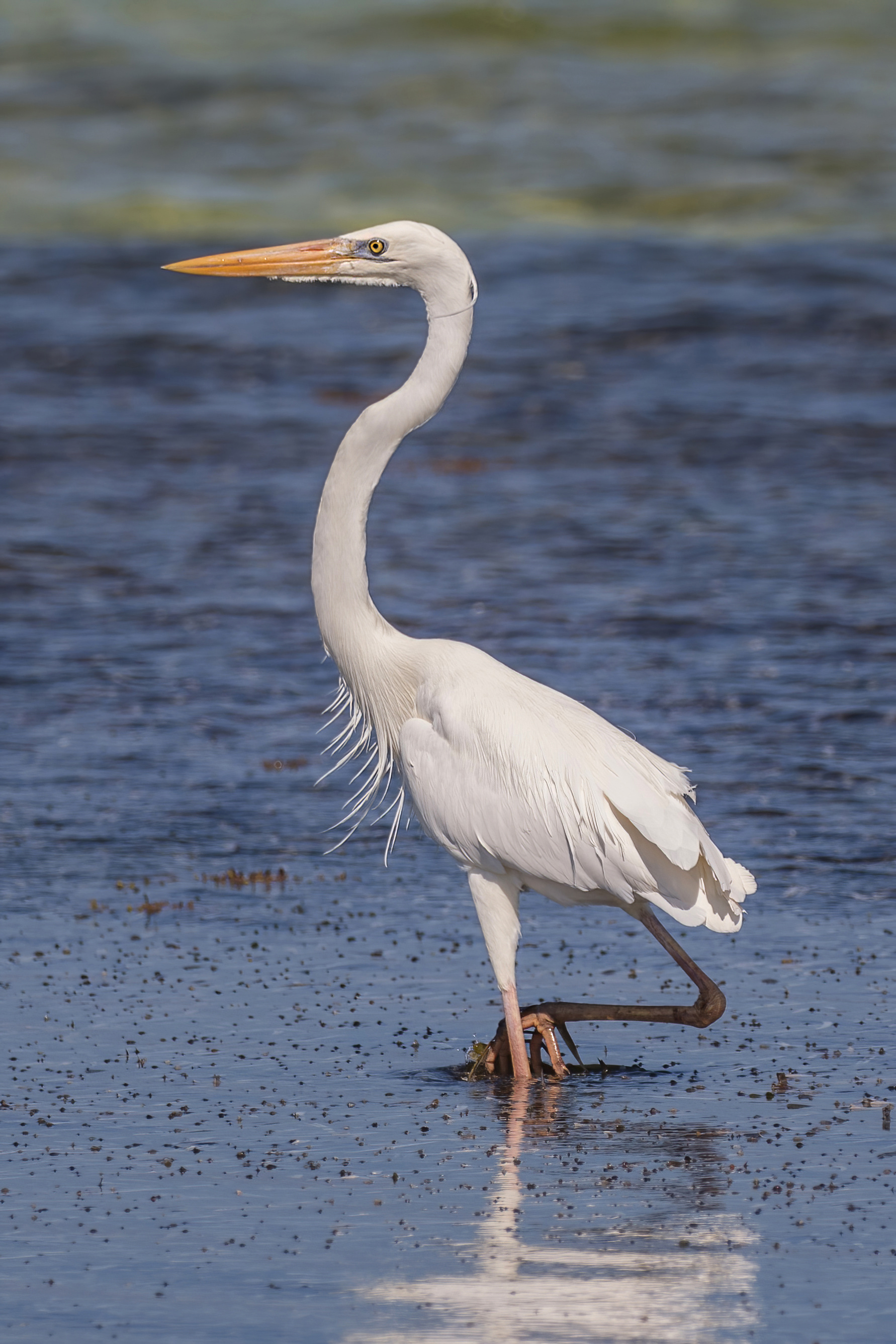
Ardea herodias occidentalis, белая форма, о. Куба
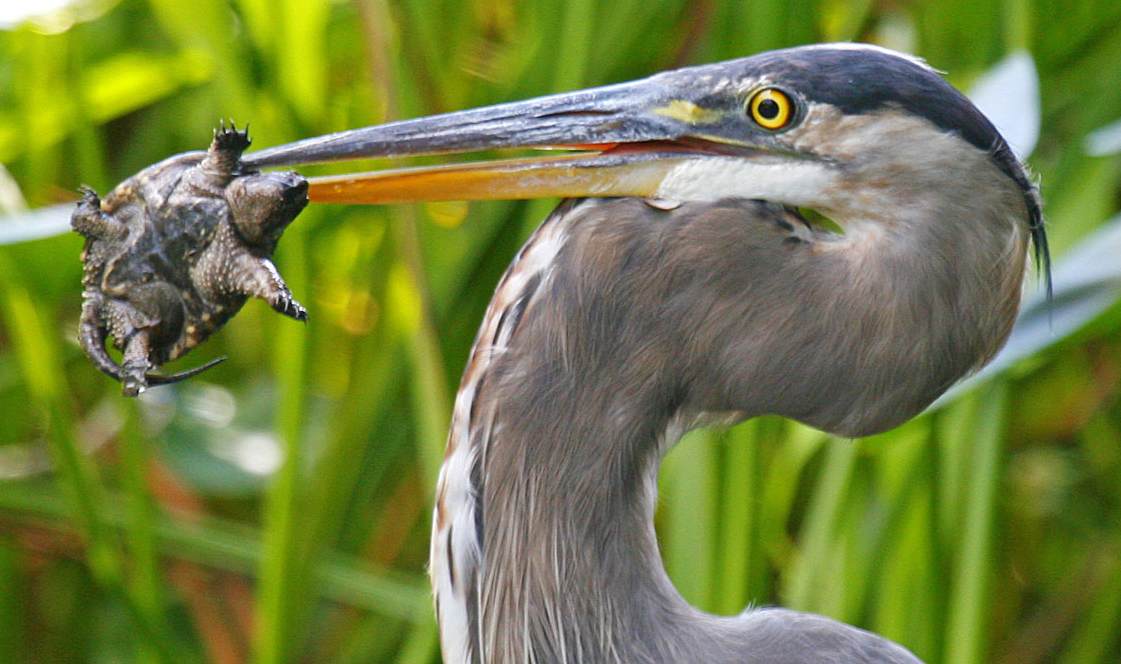
Большая голубая цапля поймала маленькую каймановую черепашку
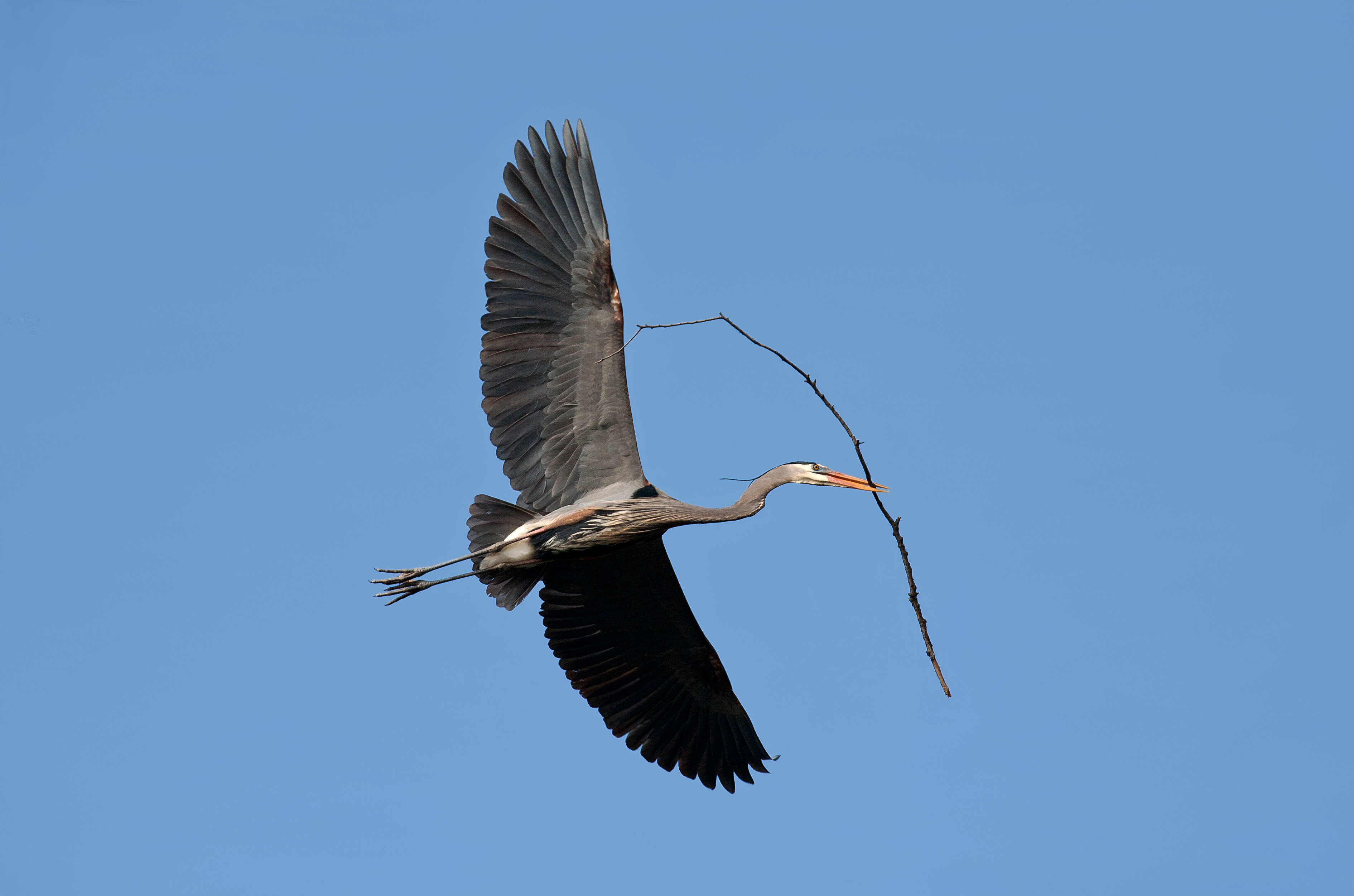
Ardea herodias herodias в полёте